# Aukaans

Het woord "Ndyuká" geschreven in Afaka-schrift

Aukaans, ook wel bekend als Aukan, Ndyuká tongo, of Okanisi, is een creoolse taal die wordt gesproken door de Aukaners in het oosten van Suriname en het westen van Frans-Guyana.
De meeste van de 25- tot 30-duizend sprekers leven in de Surinaamse binnenlanden, waarvan een groot deel bestaat uit tropisch regenwoud.
De woordenschat is hoofdzakelijk uit het Engels afkomstig. Daarnaast heeft de taal wat betreft de grammatica en fonologie invloeden van Afrikaanse talen en het Portugees ondergaan. Het is gedeeltelijk een toontaal; zo betekent na bijvoorbeeld "is" en ná "is niet". Ook kunnen woorden beginnen met de medeklinkers mb en ng en komen zowel de stemhebbende labiaal-velaire plosief [ɡ͡b] als de stemloze labiaal-velaire plosief [k͡p] voor, bijvoorbeeld in het woord voor "vertrekken": gwé of gbé, van het Engelse "go away". De betreffende klanken worden door sommige Aukaanssprekers uitgesproken als kw en gw.
De oude spelling was gebaseerd op een vroegere schrijfwijze van het Nederlands, waarin u werd geschreven als oe en y als j en met de digrafen ty en dy. Het op lettergreepstructuur gebaseerde Afaka-schrift werd in 1908 speciaal voor het Aukaans bedacht.